# Hyla
Hyla is een geslacht van kikkers uit de familie boomkikkers (Hylidae). Alle soorten komen voor in Europa, oostelijk Azië en noordwestelijk Afrika. De groep werd voor het eerst wetenschappelijk beschreven door Josephus Nicolaus Laurenti in 1768. Oorspronkelijk werd de wetenschappelijke naam Ranetta gebruikt.
Lange tijd werden vrijwel alle boomkikkers tot Hyla gerekend maar door de jaren heen hebben steeds meer soorten een andere indeling en geslachtsnaam gekregen, waardoor het soortenaantal tegenwoordig veel lager is. Enkele bekende boomkikkers uit het geslacht Hyla zijn de ook in Nederland en België voorkomende Europese boomkikker (Hyla arborea) en de meer Zuid-Europese Mediterrane boomkikker (Hyla meridionalis).

## Taxonomie
Er zijn momenteel vijftien verschillende soorten.

Geslacht Hyla
- Soort Hyla annectans
- Soort Hyla arborea
- Soort Hyla chinensis
- Soort Hyla felixarabica
- Soort Hyla hallowellii
- Soort Hyla intermedia
- Soort Hyla meridionalis
- Soort Hyla molleri
- Soort Hyla orientalis
- Soort Hyla sanchiangensis
- Soort Hyla sarda
- Soort Hyla savignyi
- Soort Hyla simplex
- Soort Hyla tsinlingensis
- Soort Hyla zhaopingensis

Anotheca · 
Bromeliohyla · 
Charadrahyla · 
Diaglena · 
Dryophytes · 
Duellmanohyla · 
Ecnomiohyla · 
Exerodonta · 
Hyla · 
Isthmohyla · 
Megastomatohyla · 
Plectrohyla · 
Ptychohyla · 
Rheohyla · 
Sarcohyla · 
Smilisca · 
Tlalocohyla · 
Triprion